# Епитаф Рекърдс
Епитаф Рекърдс е независим лейбъл в Холивуд, Калифорния, който е собственост на китариста Брет Гюруиц от пънк рок групата Bad Religion.

## История
Епитаф е създаден през 1980 г. с цел на продажби от групата Бед Релиджън, но се превръща в голям независим лейбъл. Гюруиц приема името от песента на Кримсън Кинг със същото име. През 1980-те и 1990-те години повечето групи от Епитаф са пънк и поп пънк групи, а има много групи, които са пост хардкор и емо. Голяма част от звукозаписната компания, известна като Hellcat Рекърдс, е собственост на Тим Армстронг, който е вокалиста на пънк рок групата Rancid. Няколко лейбъла също съществуват, като ANTI-, Burning Heart Рекърдс, Fat Possum Рекърдс, Hellcat Рекърдс и Heart & Skull Рекърдс, чиито групи са подписвали с други лейбъли.

## Изпълнители
- Alkaline Trio
- Anthem For The Unwanted
- Architects (само за САЩ & Европа)
- Bad Religion
- Big Talk
- Bring Me The Horizon (само за САЩ)
- Converge
- Dangerous!
- Every Time I Die
- Falling In Reverse
- Farewell
- The Ghost Inside
- I Set My Friends On Fire
- letlive.
- The Menzingers
- Millencolin (само САЩ)
- Motion City Soundtrack
- Obey The Brave
- Off With Their Heads
- Our Last Night
- Parkway Drive (само САЩ & Европа)
- Propagandhi
- Pennywise
- Retox
- Set Your Goals
- Shy Kidx
- Skip The Foreplay
- Settle
- Social Distortion
- Survive This!
- Weezer
- Veara

## Бивши Изпълнители
- 1208
- 98 Mute
- 59 Times The Pain
- Agnostic Front
- ALL
- Alesana
- Atmosphere
- Beatsteaks
- The Blood Brothers (издадени стари материали)
- Bombshell Rocks
- Bob Log III
- The Bouncing Souls
- Burning Heads
- Busdriver
- The Blackout
- The Business
- Circle Jerks
- Claw Hammer
- Coffin Break
- The Color Of Violence
- The Cramps
- Dag Nasty
- Danger Doom
- Daredevils
- Day Of Contempt
- Dead Fucking Last
- Death By Stereo
- Descendents
- Deviates
- The Distillers
- Division Of Laura Lee
- Down By Law
- The Draft
- The Dwarves
- Error
- Escape The Fate
- Eyedea & Abilities
- Frank Turner
- Frenzal Rhomb
- From First To Last
- Gallows (издадени стари материали в Северна Америка)
- Gas Huffer
- The Ghost Of A Thousand
- Green Day (издадени стари материали в Европа)
- Guttermouth
- H2O
- Heartsounds
- Heavens
- The Higher
- Hell Is For Heroes
- The Hives
- The Hot Melts
- Heideroosjes
- Hot Water Music
- Humpers
- I Against I
- I Am Ghost
- Ikara Colt
- The (International) Noise Conspiracy
- The Joykiller
- Wayne Kramer
- L7
- Leathermouth
- Little Kings
- Madball
- Matchbook Romance
- The Matches
- New Found Glory
- New Bomb Turks
- NOFX
- The Offspring
- Osker
- Pete Philly And Perquisite
- The Pietasters
- Poison Idea
- Pulley
- Raised Fist
- Rancid
- Randy
- Red Aunts
- Refused
- Rich Kids On LSD
- Ruth Ruth
- Sage Francis
- Satanic Surfers
- Scatter The Ashes
- The Seeing Eye Gods
- Story Of The Year
- Sing It Loud
- Some Girls
- The Sound Of Animals Fighting
- The Special Goodness
- SNFU
- Straightfaced
- Ten Foot Pole
- Terrorgruppe
- Thelonious Monster
- This City
- Thursday
- Total Chaos
- Tricky
- Turbonegro
- Union 13
- U.S. Bombs
- Underclinable Ambuscade
- The Vandals
- Vanna
- Vision
- Voice Of A Generation
- Voodoo Glow Skulls
- The Weakerthans
- You Me At Six
- Youth Group
- Zeke

## Компилации
- How We Rock
- Spirit Of The Streets
- More Songs About Anger, Fear, Sex & Death (1992)
- Punk-O-Rama Vol.1 (1994)
- Bored Generation Skate/Surf Enhanced CD-ROM (1996)
- Punk-O-Rama Vol.2 (1996)
- Punk-O-Rama Vol.3 (1998)
- Punk-O-Rama Vol.4 (1999)
- Punk-O-Rama Vol.5 (2000)
- Punk-O-Rama Vol.6 (2001)
- Punk-O-Rama Vol.7 (2002)
- Punk-O-Rama Vol.8 (2003)
- Punk-O-Rama Vol.9 (2004)
- Punk-O-Rama Vol.10 (2005)
- Unsound (2006)
- New Noise (2010)
- New Noise (2011)

## DVD-та
- Punk-O-Rama:The Videos, Volume 1 (2003)
- Punk-O-Rama Vol.9 (2004) – включен с издаване на CD
- Punk-O-Rama 10 (2005) – включен с издаване на CD